# André Clavé
André Clavé (Burdeos, 1916 - París, 1981) fue un actor, director de  teatro y empresario francés. Fue también un activo miembro de la Resistencia francesa.
Antes de la Segunda Guerra Mundial, en 1936, fundó Comédiens de la Roulotte junto con François Darbon y Jean Desailly.
Camarada de Pierre Sudreau en la fuerza aérea, se unió en septiembre de 1942 al grupo resistente Réseau Brutus. Fue interrogado y encarcelado en la prisión de Fresnes por la Gestapo, y después internado en el Campo de concentración de Royallieu, frente al campo de Buchenwald. Trasladado al campamento de Dora Harzungen, escapó con otros tres compañeros y vagó por Alemania durante un mes.
Con el advenimiento de la Cuarta República francesa, Lawrence Jeanne se hizo cargo de la compañía de Clavé y realizaron representaciones itinerantes en Alsacia y Lorena. El 4 de mayo de 1947, fue nombrado director del Centro Dramático Nacional del Este, donde sustituyó a Roland Pietri. Difunde el principio de la descentralización teatral, conjugando en las representaciones autores clásicos, contemporáneos y dramaturgos extranjeros. Fue reempleado por Michel Saint-Denis el 1 de enero de 1952. En 1955, participó con Pierre Schaeffer en la Escuela de la Radio y Televisión Francesa.
Se casó con Francine-Galliard Risler, diseñadora de Charles Dullin.

## Obras como director teatral
- La Fontaine aux saints de John Millington Synge.
- 1947: L'Arlésienne de Alphonse Daudet, Centro Dramático del Este Colmar.
- |1947: Le Grand Voyage de Robert Cedric Sherriff, Centro Dramático del Este. Colmar
- 1947: L'Ombre d'un franc-tireur de Seán O'Casey, Teatro Tristan Bernard.
- 1948: Le Mariage de Figaro de Beaumarchais, Centro Dramático del Este Colmar.
- 1948: Le Chariot de terre cuite de Sudraka, Centro Dramático del Este Colmar.
- 1948: L'anglais tel qu'on le parle de Tristan Bernard, Centro Dramático del Este Colmar.
- 1948: Tartufo de Molière, Centro Dramático del Este Colmar.
- 1948: El burgués gentilhombre de Molière, Centro Dramático del Este Colmar.
- 1949: Hamlet de William Shakespeare, Centro Dramático del Este Colmar.
- 1949: Le Miracle de l'homme pauvre de Marian Hemar, Centro Dramático del Este Colmar.
- 1949: Rosmersholm de Henrik Ibsen, Centro Dramático del Este Colmar.
- 1949: Un homme de Dieu de Gabriel Marcel, Centro Dramático del Este Colmar, Teatro Tristan Bernard.
- 1949: La Chapelle ardente de Gabriel Marcel, Centro Dramático del EsteColmar, Teatro Tristan Bernard.
- 1950: San Juan de George Bernard Shaw.
- 1952: El poder y la gloria de Graham Greene, Teatro de l'Œuvre.
- 1954: Le Capitaine Smith de Jean Blanchon, Teatro Montparnasse.